# فاتح پور سیکری
فاتح پور سیکری (به معنی شهر پیروزی) شهر امپراتور اکبر پادشاه گورکانی که در منطقه آگرا در ایالت اوتار پرادش، هند واقع است. جلالدین محمد اکبر فرزندی نداشت و شیخ سلیم به او قول سه پسر را داده بود که دو تای آن ها در نوزادی فوت کردن ولی پسر سوم او به گفته شیخ سلیم سالم به دنیا آمد و سال ها عمر کرد. اکبر به افتخار شیخ سلیم شهری به اسم فاتح پور سیکری ساخت و نام پسرش که از همسر مورد علاقه و هندویش زاده شده بود را سلیم گذاشت.
این شهر قدیمی در سال ۱۹۸۶ در میراث جهانی یونسکو ثبت شد.

## تاریخ
مجموعه فاتح‌پور سیکری از دیدگاه مورخان، یکی از مهم‌ترین بناهایی است که امپراطوری گورکانی در قرن دهم شمسی ساخته است. هدف از ساخت این مجموعه یکپارچه‌سازی جامعه گورکانی از نظر فرهنگی-دینی و نشان دادن اقتدار امپراطوری خود بوده است. این اثر اولین شهری است که گورکانیان براساس نقشه‌ریزی بنیان نهاده‌اند.
این مجموعه در نزدیکی شهر آگرا قرار دارد و می‌توان تاریخ ساخت آن را از سال ۹۴۹ (۱۵۷۱) تا ۹۶۳ (۱۵۸۵ میلادی) شمسی دانست. این شهر را امپراتور ابوالفاتح جلال‌الدین محمد اکبر، سومین امپراتور گورکانی، ساخته است که از سال ۹۳۶  (۱۵۵۶) تا ۹۸۵ (۱۶۰۵ میلادی) شمسی حکومت کرد. این شهر پس از ۲۰ سال خالی از سکنه شد و پایتخت مغول‌ها به لاهور انتقال پیدا کرد.
در رابطه با علت تخلیه‌ی شهر نظرات متفاوتی وجود دارد؛ عده‌ی زیادی بر این باورند که این شهر به‌علت کم بود آب است که رها شده بود. اما پس از تحقیقات و مطالعات بیشتر به نظر می‌رسد در منطقه‌ای که این شهر در آن واقع شده است منابع آب بسیار زیادی وجود داشت. زمانی که بابر در حال آماده شدن برای نبرد با رانا سنگا در سال ۹۰۵ (۱۵۲۷ میلادی) شمسی بود، زمین‌هایی پرآب را برای برپایی اردوگاه خود در منطقه‌ی سیکری انتخاب کرد. به نظر می‌رسد که اکبر در اواخر دوره‌ی سلطنت خود در شهر فاتح‌پور سیکری با هدایت منابع آبی مختلف یک دریاچه در شهر ایجاد کرده بود. این مطلب را می‌توان در خاطرات جهانگیر به‌خوبی مشاهده کرد، چرا که او پس از شستن دست‌های خود از کشتن مستقیم، ۷۰۰ رأس بز کوهی را که در شکارگاه‌ها نگهداری میشدند در محوطه ی این دریاچه رها کرد.
ملک الشعرا شیخ ابوالفضل بن‌مبارک متخلص به «فیضی» یکی از افرادی است که از این شهر در سال ۹۶۹ (۱۵۹۱ میلادی) شمسی ۲ سال پس از جا به جایی پایتخت به لاهور بازدید کرده بود، مشاهده کرد که خانه‌های گلی تماما شسته شده بودند و دیگر اثری از آن‌ها باقی نمانده بود؛ تنها دیوار های سنگی خانه‌ها بود که قابل مشاهده بودند.
این مجموعه تمام ویژگی های لازم برای یک «اثر تاریخی جهانی» را دارد و این ویژگی ها در وضعیت حفاظتی خوبی هستند. عواملی که در‌ گذشته یکپارچگی اموال را تهدید می‌کردند، مانند فعالیت های معدنی، با ممنوعیت استخراج معادن در شعاع ده کیلومتری فاتح پور سیکری کنترل شده اند. در واقع قبل از تصاحب شهر به وسیله امپراتور اکبر، پیشینیان او به ویژه بابر و همایون اقدامات گستره ای در خصوص طراحی شهر انجام داده اند.

## سبک‌های تأثیرگذار بر معماری بنا
معماری گورکانیان پس از گسترش امپراتوری خود، به دلایل مختلفی دچار تغییرات بسیار زیادی شد. از جمله این دلایل می‌توان به تأثیر‌گذاری معماری سرزمین های به دست آمده در جنگ های اولیه آنها اشاره کرد. این سرزمین ها هم از نظر فرهنگی و هم از نظر دینی با گورکانیان تفاوت های بسیار زیادی داشتند. علاوه بر این ها گورکانیان به دلیل مسلمان بودن، می‌خواستند که بناهای خود را توجه به معماری پیشینیان خود یعنی تیموریان ساخته و گسترش دهند.

#### معماری تیموریان
یکی دیگر از سبک‌های اثرگذار در معماری گورکانیان، معماری اجداد آنان، تیموریان است. این سبک از معماری بر ساخت بناهای عمومی و مذهبی همچون مساجد تمرکز داشت. در این سبک از مصالحی همچون چوب، خشت و آجر و کاشی‌های رنگی برای ساخت بناها استفاده می‌شد. تمرکز آن بر روی ساخت بناهایی منطبق با فرهنگ مردمان خود بود. به دلیل مسلمان بودن تیموریان بناهای آن‌ها از سبک‌های پیشینیان معماری اسلامی استفاده می‌کرد. این مسجد با وجود اینکه بزرگترین مسجد ساخته شده هند در زمان خود است، تفاوت چندانی با مساجد پیشین از نظر ساختاری ندارد. در این مسجد کاشی‌کاری‌ای همچون کاشی‌کاری تیموریان قابل مشاهده است که نشان‌دهنده احترام اکبر به شیخ چیشتی است.

#### معماری هندی
یکی دیگر از عوامل تأثیر گذار بر معماری هندوستان ادیان متعدد موجود در شبه قاره بوده است. روحانیت‌گرایی در معماری هندوستان از زمان‌های دور یکی از اصلی‌ترین عوامل تأثیرگذار است. این روحانیت‌گرایی را می‌توان در ساختمان‌های این مجموعه همچون دیوان خاص مشاهده کرد. اکبر با نشستن در کنار ستون تراشیده‌شده این ساختمان به نظر می‌رسد که بر روی تمامی شهر، تسلط کامل داشته و قدرت کامل را در اختیار خود دارد.
گورکانیان در اوایل حکومت خود به دلیل گسترش بسیار در اوایل حکومت خود در شمال هندوستان با فرهنگ های متنوع و ادیان گوناگون همچون سیخیسم و بودائیسم مواجه شدند و از نظر فرهنگی و دینی دچار عدم ثبات شدند. این عدم ثبات را می‌توان در معماری اولیه آن ها در مناطق مختلف امپراتوری مشاهده کرد. ما شاهد ساختمان‌های ساخته شده توسط معماران گُجراتی در مناطق شمال غربی امپراتوری آنان نیز هستیم.
اکبر برای حل این مشکلات تلاش کرد با ایجاد پایتخت جدیدی امپراتوری خود را از نظر دینی، فرهنگی و اداری یکپارچه سازد و ثبات را به امپراتوری خود بازگرداند. تلاش‌های او را می‌توان به خوبی در بناهایی همچون مسجد جامی مشاهده کرد که عناصری از معماری گجراتی در آن استفاده شده است. همچنین می‌توان در تالار سلطنتی تزئیناتی از معماری هندی مشاهده کرد با وجود آنکه این تالار بر اساس تالارهای امپراتور‌های پارسی ساخته شده است.
اگرچه عناصر درون مجموعه فاتح پورسیکری را می‌توان با سنت‌های مختلف مرتبط کرد، به طور کلی به هیچ سبک یا الگوی واحدی پایبند نیست. بدین منظور، از بسیاری جهات نشان‌دهنده یک شاهکار منحصر به فرد است.

## بررسی سازه های مجموعه
فاتح‌پور سیکری، پایتخت امپراتوری اکبر، به عنوان مرکز فرهنگی، تجاری و اداری امپراتوری برنامه‌ریزی شده بود. این شهر به‌طور استراتژیک واقع شده بود و به امپراتور و دیوان او، امنیت قلعه آگرا را در فاصله یک روزه‌ی پیاده‌روی فراهم می‌کرد. فاتح‌پور سیکری، با توجه به الگوی عمومی شهرهای هندی در دوران وسطی، دارای دیوارهایی به طول 6 کیلومتر بود که شهر را از شمال به جنوب‌غرب محاصره می‌کرد؛ در حالی که طرف غربی توسط یک دریاچه (که اکنون بزرگ‌ترین‌بخش آن خشک شده است) محافظت می‌شد. دیوارها دارای شکاف‌های تفنگ‌گیری بودند و درون آن‌ها مسیری به عرض 2.5 متر وجود داشت که به سربازان امکان عبور و مرور داشت.

### مسجد جامع
مسجد تنها فضای معماری اسلامی مورد بحث در «اخلاق طوسی» است. مسجد جامع فاتح پور یکی از اولین فضایی بود که به سبک ایوان ساخته شد، و در زمان خود بزرگترین مسجد هند بود. پیش طاق تیموری یا دروازه مرکزی طاق دار که به نمازخانه راه پیدا می کرد،در سراسر ایران و آسیای مرکزی استفاده می‌شد؛ هنگامی که این طاق ها و گنبد‌های مورد استفاده در معماری محلی اسلامی ترکیب می‌شد، میتوانست کیفیت ترکیبی و فراگیر به آن بدهد.
برای ایجاد فضای آشنا و تقویت میزبانیت مسجد، در بالای دروازه مرکزی منتهی به نمازخانه تابلوهایی وجود دارد که به زبان فارسی، مسجد اکبر را به کعبه تشبیه کرده اند. در صدر این تابلوها یک حدیث عربی به طور پیوسته تکرار می‌شود که می‌فرماید:«هرگاه کسی از میان شما وارد مسجد شود، باید بگوید، ای پرورگارا! درهای مهربانی، رحمت و شفقتت را به روی من بگشا، و چون بیرون امد بگوید: ای پروردگارا، من به مهربانی و خیرخواهی تو خواهش می‌کنم.»
فرم ها و کتبیه‌های قابل تشخیص، مسجد را در مدار دیگر مکان های مقدس اسلامی قرار می‌دهد. اگرچه در همین فضا، اکبر اشکال محلی دیگری مانند چتری های تزئینی یا آلاچیق های باز را معرفی کرده است که فقط در قلعه های هند و مقبره های اسلامی مشاهده می‌‌شود.
گنبد بزرگ مرکزی حرم و دو طرف آن با گنبد‌های کوچکی تزئین شده است که در منابع هند، فرم آن ها را به آمالاکا (Amalaka) یا تاج تشبیه می‌کنند. چجاهای شیب‌دار یا سایه‌بان هایی که دور تا دور صومعه ها را احاطه کرده‌اند، از رویه های ساختمانی محلی گرفته شده‌اند. عناصر هندی و غیر‌هندی استفاده شده در مسجد جامع، سبک های مختلف معماری را به وحدت می‌رساند.

### عبادت خانه
اگر تنها می شد آن را به طور مثبت شناسایی کرد، پرارزش‌ترین ساختمان در فاتحپور از نظر تاریخی و ادبیاتی، «عبادت خانه» بود که اکبر در آن بحث‌هایی با محققان ادیان مختلف داشت. مسلم است که در میان ساختمان های پابرجا نیست. در حالی که سایت آن به اندازه کافی شناخته شده است، برای بازدید کننده‌هایی که تنها به زیبایی و منظره‌های شگفت‌انگیز علاقه‌مند هستند، به سختی ارزش بازدید دارد. باستان‌شناس رضوی می‌گوید که عبادت خانه در پشت کاخ اصلی حرم سرا واقع بود. امروزه این مکان یک توده آوار ویرانه است که پراکنده شده است با سنگ‌قبرها و درختان خشک. بین دروازه مجاور کاخ جود بای و پادشاهی، دروازه مجموعه قرار دارد. همه‌ی آنچه که یک بازدیدکننده امروز می‌تواند ببیند، یک سنگ عظیم، به ابعاد ۱۹.۵ متر مربع، که با حدود ۱۸ سانتیمتر مرمر آجری پوشیده شده است و در لبه‌ها قابل رویت است. با نگاه دقیق‌تر، می‌توان کاملاً حدس زد که شکل یک پلتفرم دوم وجود دارد. بر روی این پلتفرم، بیشتر آوارهایی فراوان است که ممکن است نشان دهنده سکوی سوم باشد.

### بلند دروازه
بلند دروازه، یکی از ساختمان‌های بزرگ زمان اکبر، اغلب به عنوان متکبرانه‌ ترین ادعای قدرت امپراتوری او توصیف شده‌ است. این دروازه باشکوه واقع درضلع جنوبی مسجد جامع است و از فاصله‌ای دور قابل مشاهده است. بلند دروازه یک بنا با ارتفاع 40 متر است به اضافه 12 متر پله‌هایی که به آن منتهی می‌شود، کل بنا را 52 متر از جاده بالاتر می‌برد.
قوس‌های نوک تیز و هندسه ساده نشان از بازگشت به رویکرد معمولی تر معماری و اوایل مغولیان دارد - مانند آرامگاه هومایون. برای ساخت ورودی با ابعاد انسانی در یک ساختمان با ارتفاع چنین بزرگی، نیاز به برنامه‌ریزی دقیقی بود.
برای جلوگیری از هر ناهماهنگی، معمار همان مسیر پادشاهی دروازه را در پیش گرفت: طاق اصلی در وسط سه ضلع برآمده از یک هشت ضلعی قرار دارد که در مرکز راس گنبد در راهروی ورودی قرار دارد. قسمت برجسته مرکزی دارای یک قوس بزرگ است در حالی که وجه‌هایی که در دو طرف به سمت جنوب‌شرقی و جنوب‌غربی هستند به سه طبقه شکسته شده اند.
در بررسی از منظر ساختار، طراحی دروازه بزرگ را می‌توان به دو جنبه تقسیم کرد: نمای جلویی به همراه درگاه و نمای عقب که شامل یک قسمت پایین‌تر و ساده‌تر است، که وارد حیاط اصلی می‌شود. از جمله تزئینات ساده، سنگ آهک قرمزی است که در مرمر سفید قرار دارد. در قله تاج مرکزی، یک نقش گل مانند در مرمر سفید و یک گل صاف در هر دو طرف است.

### دروازه ها
از دروازه‌دهلی دروازه در روستای سیکری شروع می‌شود و به سمت غرب حرکت می‌کند: دروازه‌های شهری، لای (سرخ)، اکبرآباد (آگرا)، سوراج (خورشید) یا بیر، غندار (ماه) و دروازه‌های گوالیور. فراتر از این‌ها، به سمت غرب، دروازه‌های ترها (منحرف) و اجمری قرار دارند. دروازه‌های دهلی، آگرا، گوالیور و اجمر به این دلیل نامیده می‌شوند که جاده‌هایی که به این شهرها منتهی می‌شدند، از آن‌ها عبور می‌کردند.
همه دروازه‌ها طراحی یکسانی دارند، اما دروازه آگرا بهترین حفاظت و بیشترین استفاده را از سوی گردشگران مدرن که از آگرا یا بهاراتپور می‌آیند، دارد. در داخل دروازه آگرا، در کنار دیوار سمت راست، یک محوطه بزرگ پنج ضلعی نامنظم است که شامل صومعه های ویران شده است. این مکان که در محلی به نام کوتوالی یا پاسگاه پلیس شناخته می شود، کاروانسرایی در زمان اکبر بوده است.
در دامنه ها و قله آن بقایای چند محله زیبا وجود دارد که احتمالاً محل سکونت اشراف بوده است. جالب‌ترین و بهترین نگه‌داشته‌شده از آن‌ها، غرفه‌ای جذاب از ماسه‌سنگ قرمز به نام برادری تانسن است، اگرچه مطمئناً محل اقامت این موسیقیدان برجسته نبوده است. جاده ای که از دروازه آگرا به کاخ های امپراتوری می رسد از یک محوطه دیواری می گذرد که معمولاً به نام نوبت خانا یا نقار خانا شناخته می شود.
کمی جلوتر در سمت راست، سازه‌ای عظیم با دیوارهای آوار سنگی قرار دارد که معمولاً تکسال یا ضرابخانه نامیده می‌شود، اما به احتمال زیاد این کارخانه یا کارگاهی بوده است که در آن کالاها - هم برای استفاده روزمره و هم برای اقلام لوکس - برای دربار تولید می‌شده است. تکسال احتمالاً تنها بخشی از کرخانه بوده است و ممکن است در اینجا طلا و سکه های تقدیمی ضرب شده باشد.
به سمت راست، پشت کارخانه، باقیمانده‌های آشپزخانه امپراتوری وجود دارد. در میان این آثار، یک مخزن بزرگ گچ‌زده وجود دارد که به آن حوض شیرین یا حوض آب‌شیرین می‌گویند و آب‌باران را جمع‌آوری می‌کند. به گفتهٔ عین‌آکبری، در حالی که اکبر فقط آب گانگا را می‌نوشید، به آب باران اجازه داده بود که برای آماده‌سازی غذا برای دادگاه استفاده شود.
جنوب شرقی کارخانه یک ساختمان کوچک و ویرانه است که با سنگ آهک قرمز روبرو شده و به طور عامیانه خزانه نامیده می شود. در فرورفتگی در جنوب غربی این خانه، بناهای سنگ‌تراشی به‌عنوان محله حکیم‌ها که گمان می‌رود محل سکونت سه برادر حکیم بوده، به‌طور قابل قبولی حفظ شده است. اهل گیلان در کرانه جنوبی دریای خزر، دانش و دانش فلسفه و علوم، لقب حکیم را در دربار اکبر برایشان به ارمغان آورد.

## بازسازی
در سال ۱۸۱۵ مارکیز هیستینگ دستور داد که بناهای تاریخی شهر‌های سیکری و سیکندرا تعمیر و مرمت شوند. بعد از این تعمیرات مجموعه‌ سیکری توسط دولت انگلستان تا زمان ترک هندوستان، و سپس دولت هند نگه‌داری میشد.

## تخریب
در طی گذر زمان توسط عناصر طبیعی بخشی از شهر دچار تخریب شده بود که در قرن نوزدهم مورد مرمت قرار گرفت.

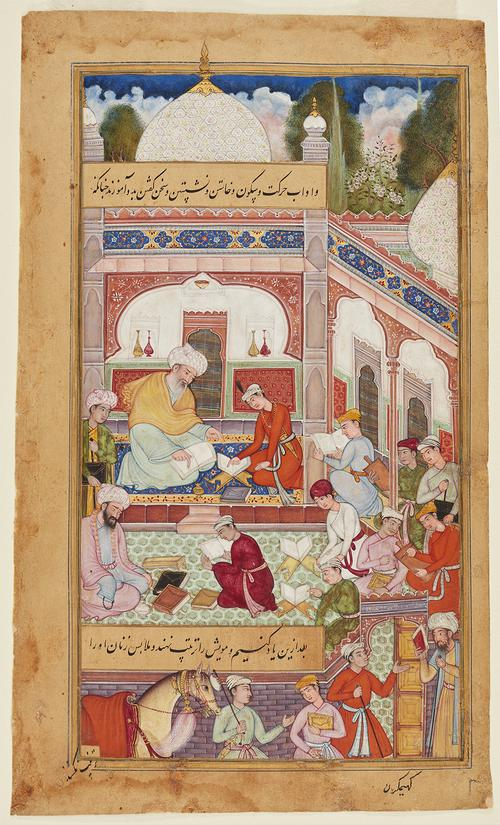
A SCHOOL COURTYARD, FOLIO FROM A MANUSCRIPT OF THE ETHICS OF NASIR (AKHLAQ-I NASIRI)

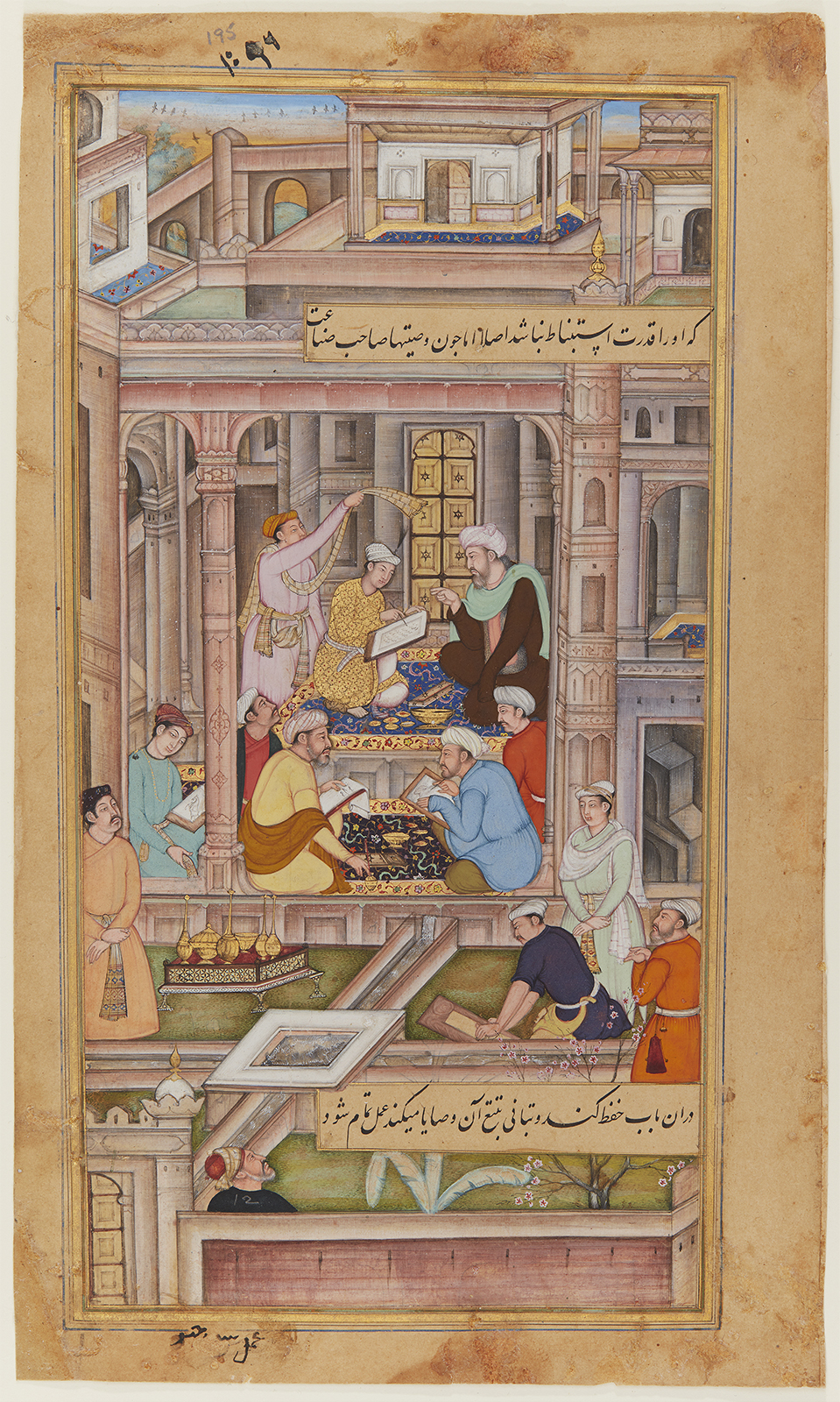
A COURT ATELIER, FOLIO FROM A MANUSCRIPT OF THE ETHICS OF NASIR (AKHLAQ-I NASIRI)

## نگارخانه

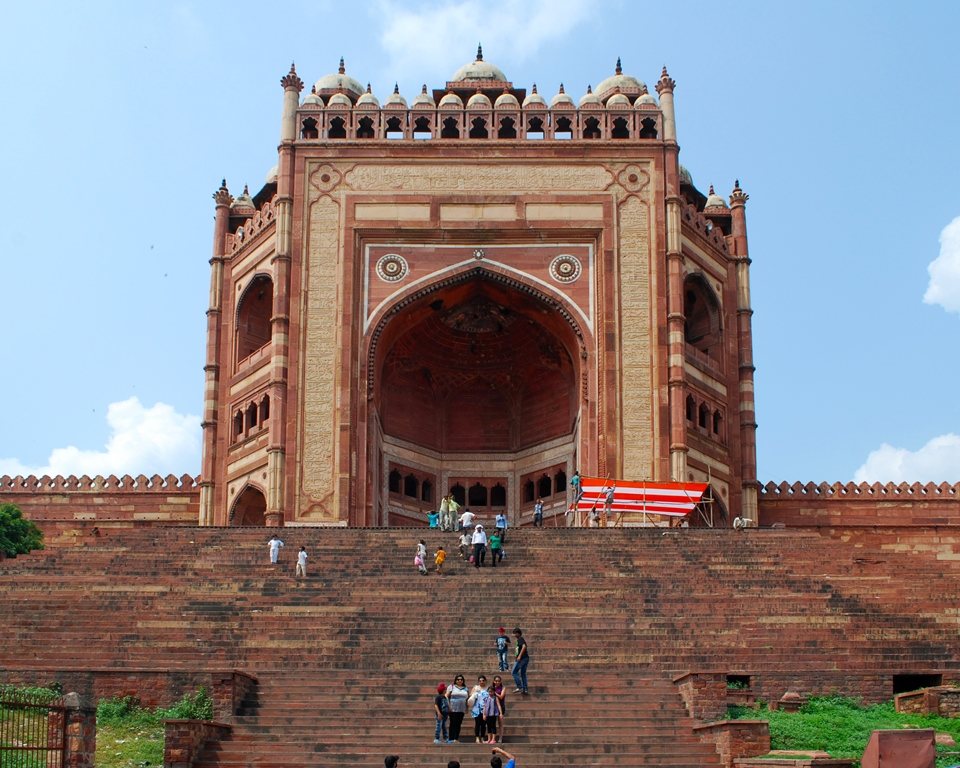
بلند دروازه
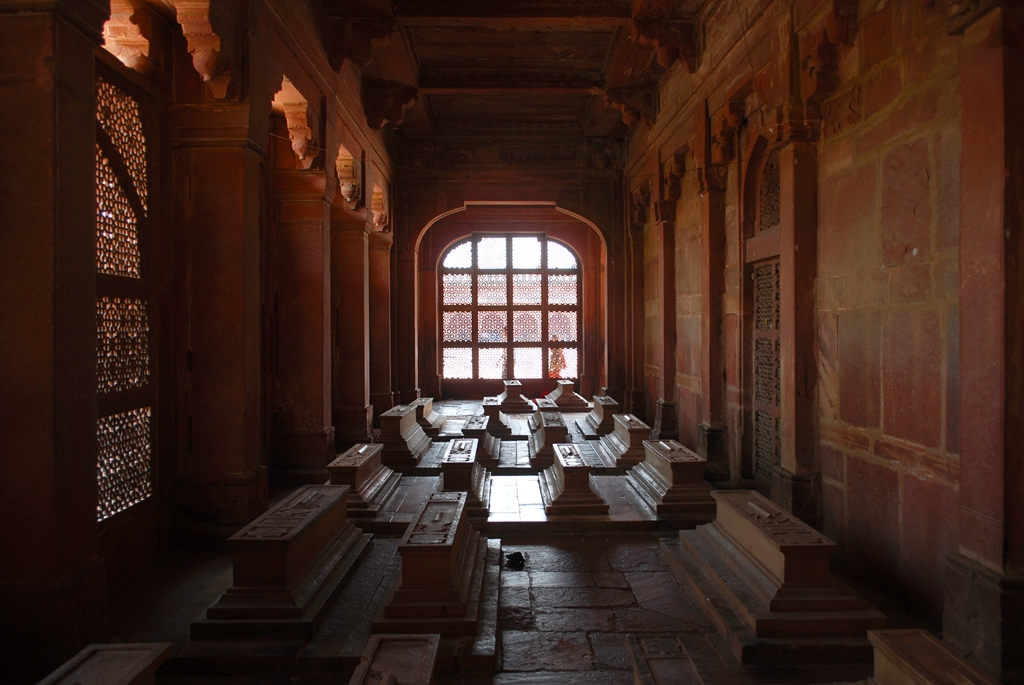
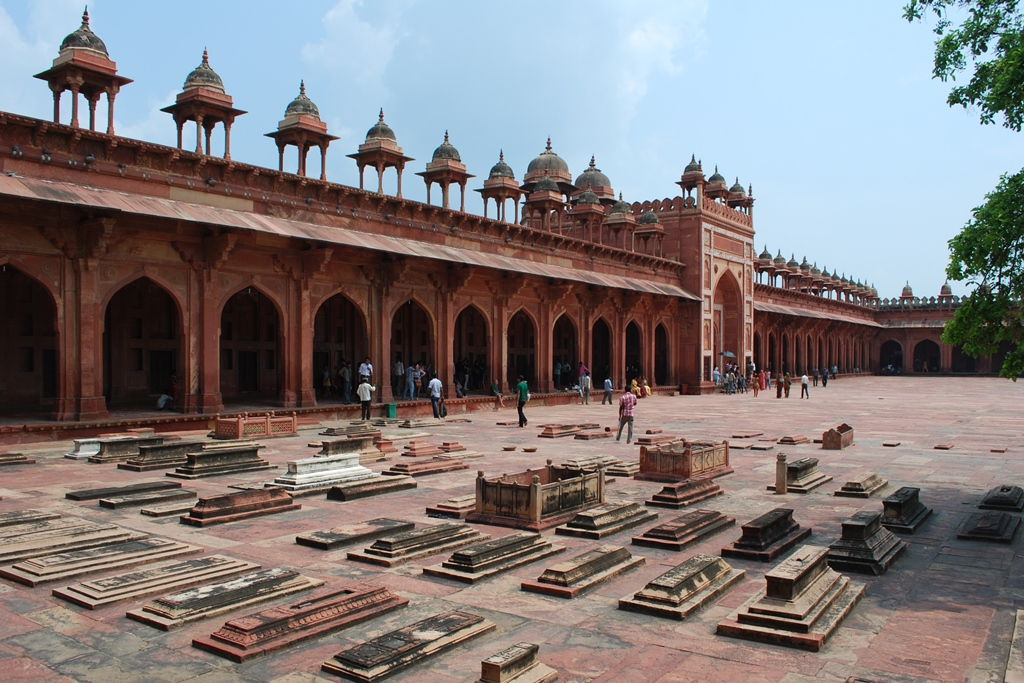
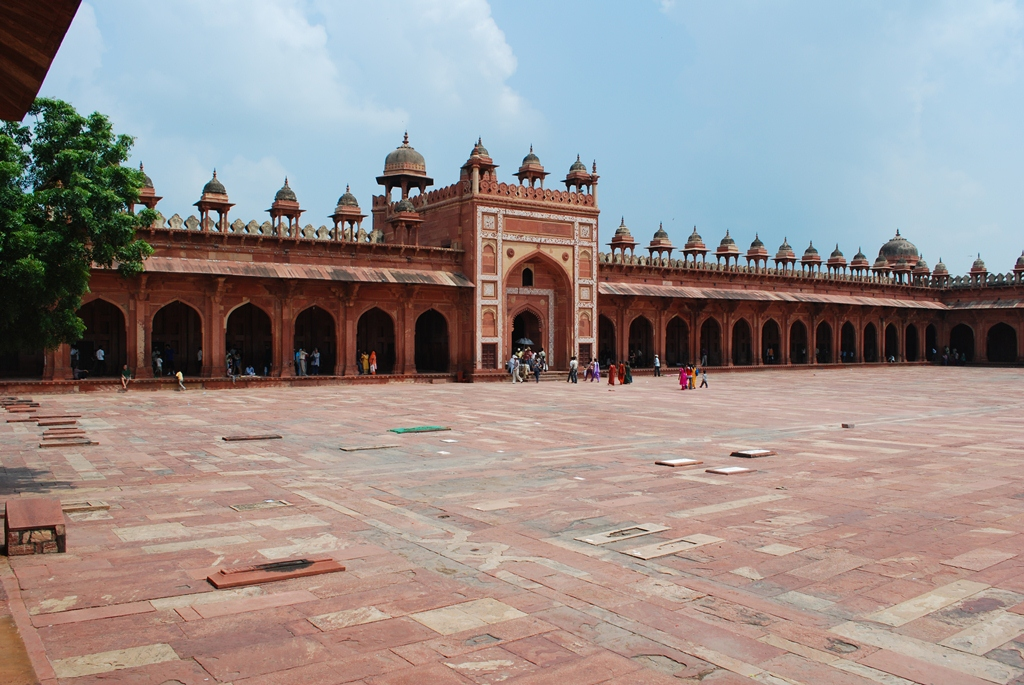
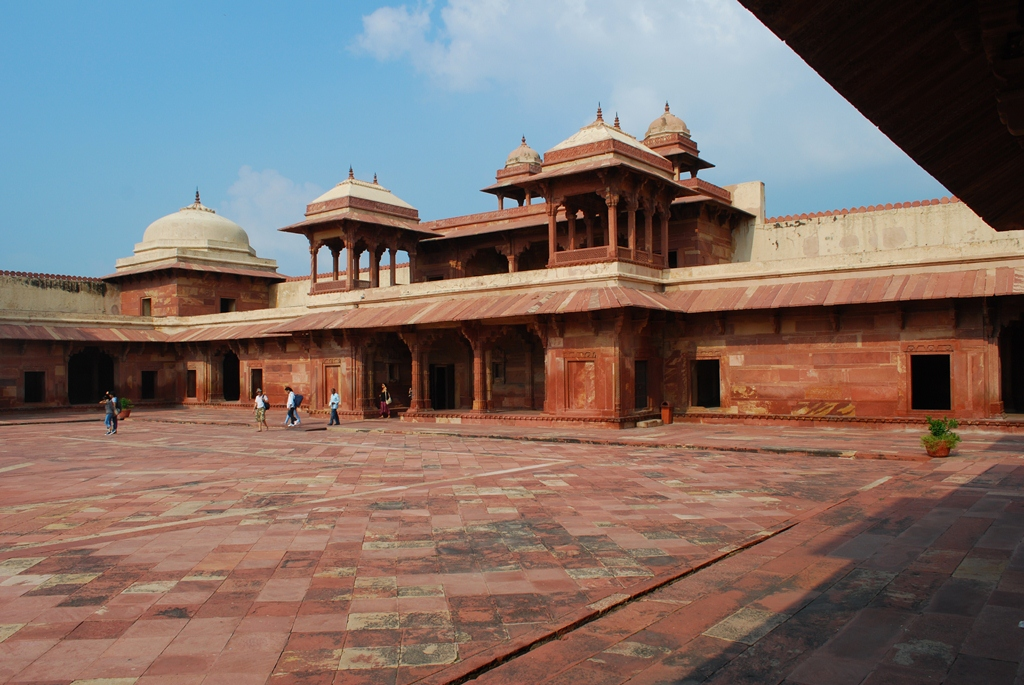
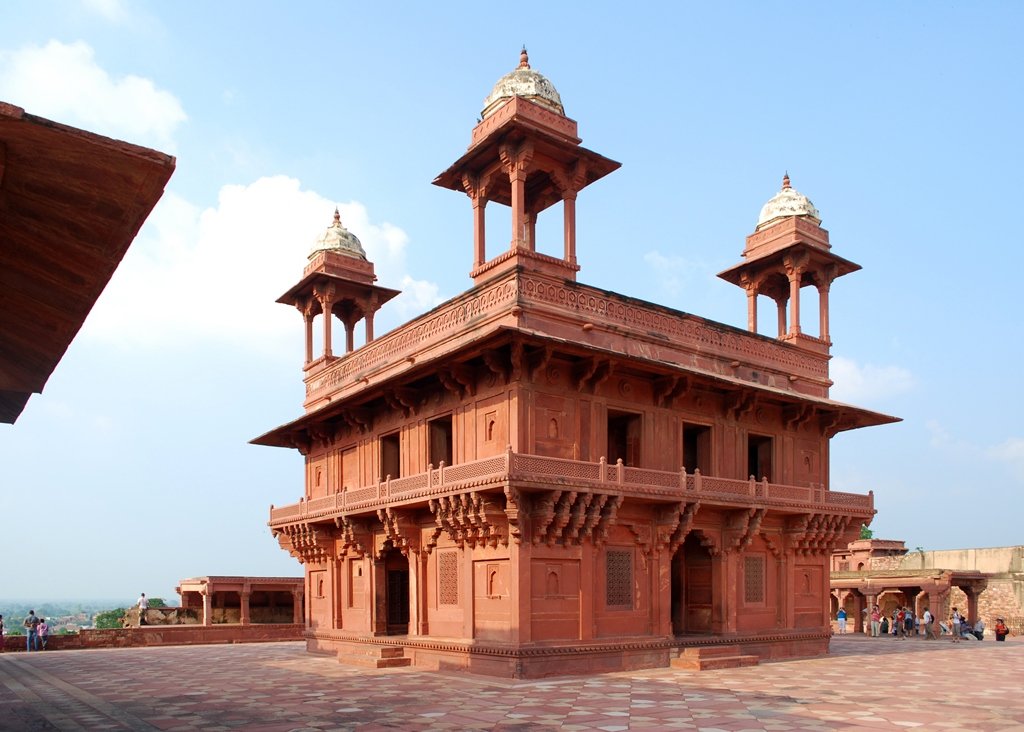
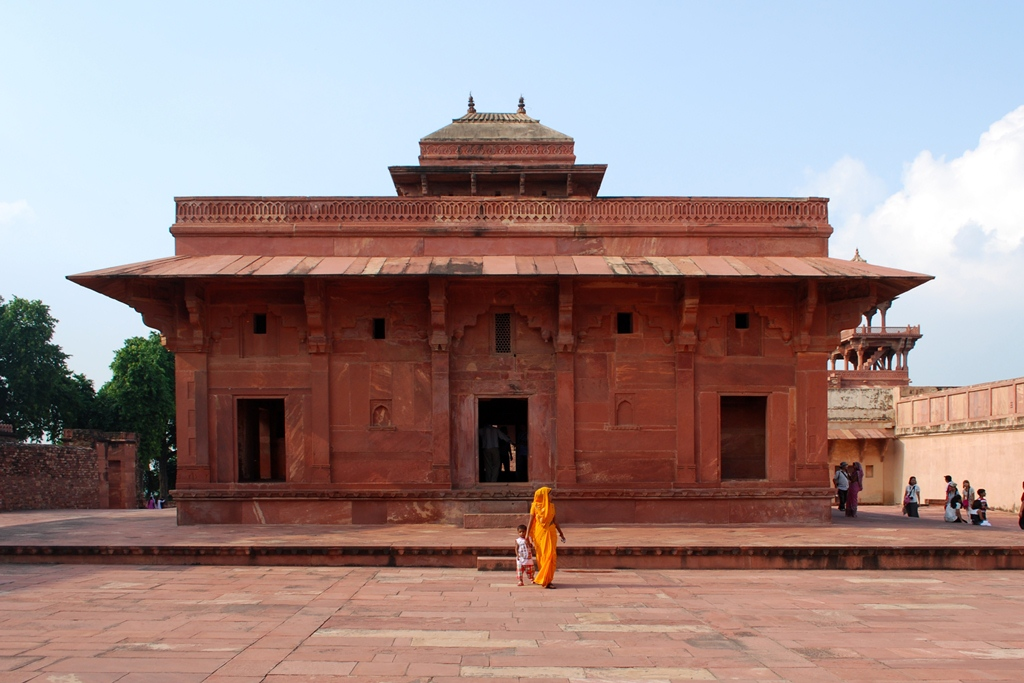
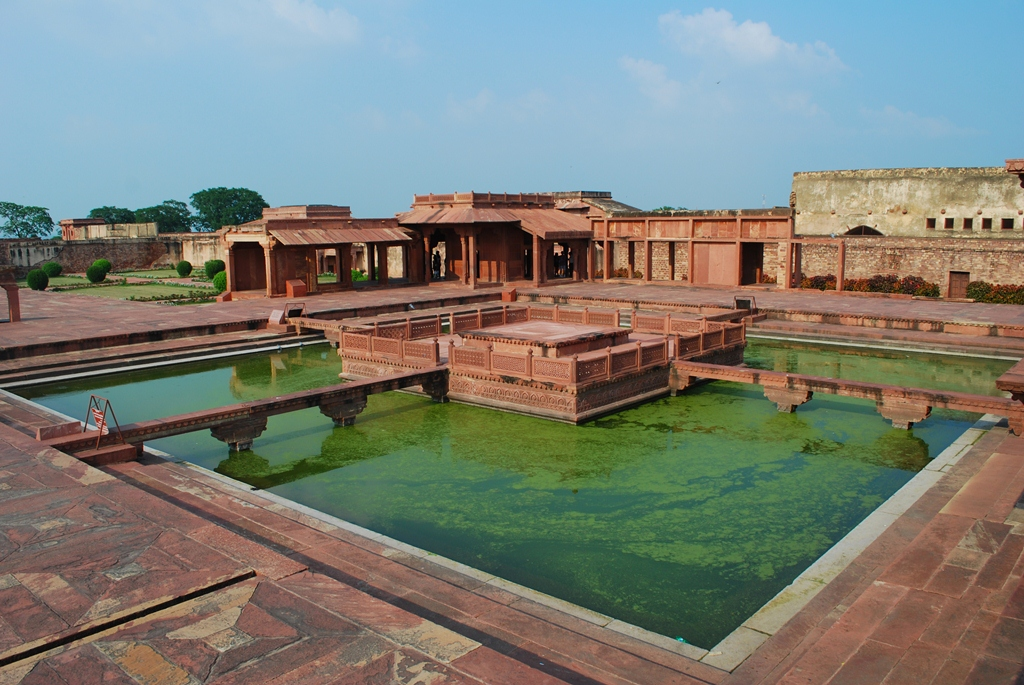

- بلند دروازهChhajja of the cloisters surrounding the courtyard of the Jami Masjid, Fatehpur Sikri
- Panch Mahal-Fatehpur